# Fractura de peroné

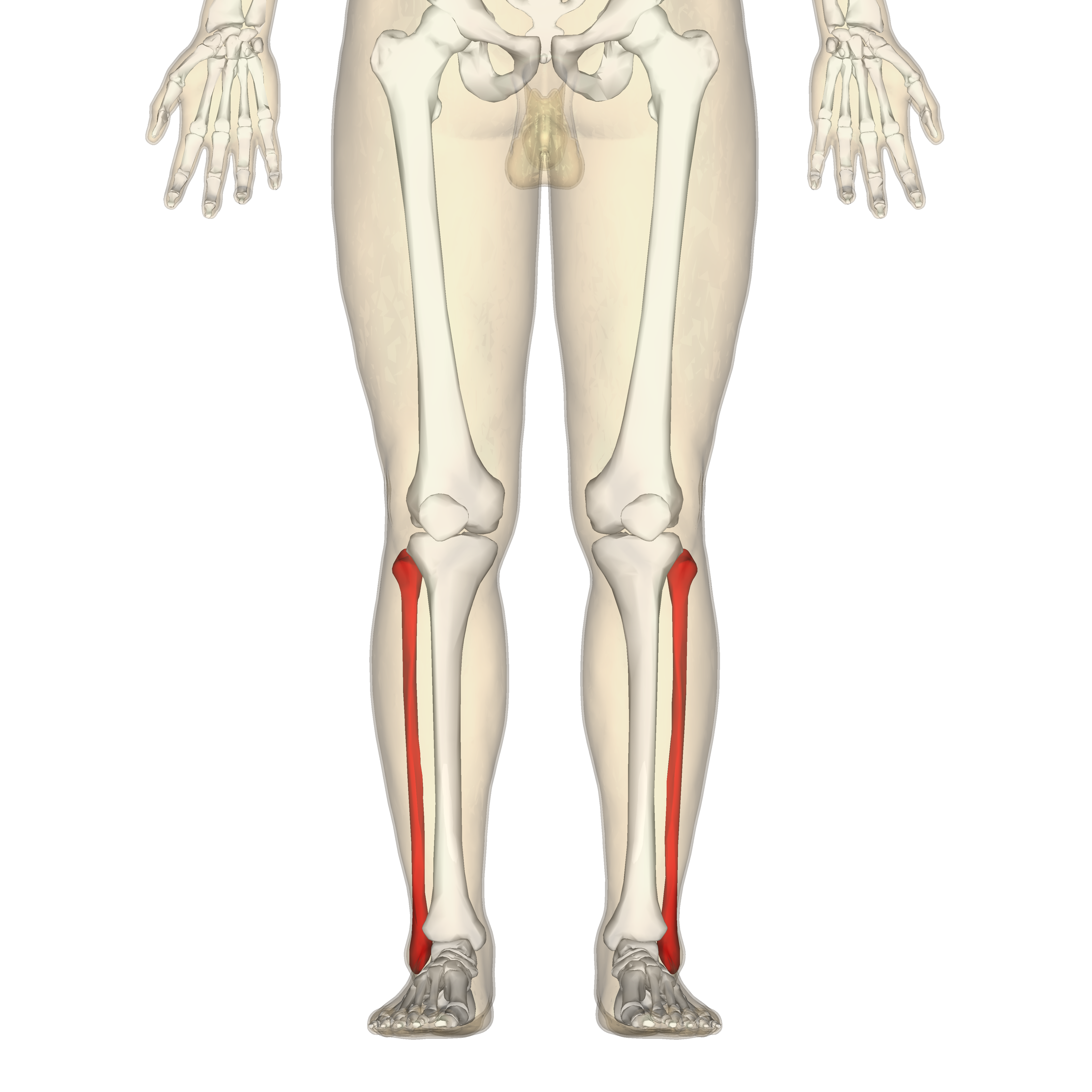
En rojo puede verse la localización del hueso peroné en la región externa de la pierna

La fractura de peroné es una fractura ósea que afecta al hueso homónimo situado en la pierna. Aunque puede presentarse de manera aislada, frecuentemente se asocia a fractura de tibia. Suele deberse a traumatismos importantes como caídas de altura, accidentes de tráfico o esguince de tobillo, en muchas ocasiones la fractura se produce durante la realización de la práctica deportiva. Raramente tiene lugar fractura de estrés del peroné, sin traumatismo previo, tras entrenamiento intensivo en el curso de grandes marchas o actividades atléticas.

## Clasificación
Dependiendo del sector del peroné, las fracturas de este hueso pueden asociarse a fractura de la meseta tibial o de la diáfisis tibial, en la región del tobillo la fractura pueden presentarse de forma aislada o asociarse a fractura del maleolo tibial (fracura bimaleolar). La fractura del cuello del peroné asociada a lesión del tobillo se conoce como Fractura de Maisonneuve. Anatómicamente las fracturas de peroné pueden dividirse en los siguientes tipos:
- Fractura de la apófisis estiloides del peroné.
- Fractura de cabeza de peroné.
- Fractura del cuello del peroné.
- Fractura de la diáfisis o porción central del peroné.
- Fractura del maleolo peroné en la región del tobillo.